# Brevet de technicien supérieur - Métiers de la chimie
Le BTS Métiers de la chimie forme des techniciens supérieurs en chimie. Il remplace le BTS Chimiste.

## Accès
Les élèves admis dans cette section sont des bacheliers S ou STL ou une 1re expérience dans le domaine.

## Programme de la formation
Ce BTS est essentiellement axé sur la chimie générale et inorganique, la chimie organique et le génie chimique. Les objectifs de la formation sont la conception, l’analyse et la compréhension d’un processus physico-chimique.
- Épreuve fondamentale de chimie : pratique expérimentale
- Épreuve fondamentale de chimie : activités en milieu professionnel
- Génie chimique
- Chimie
- Langue vivante étrangère : anglais
- Mathématiques
- Sciences physiques
- Français

## Débouchés
Les débouchés sont assez variés car la chimie touche à de nombreuses branches industrielles. Les diplômés travaillent dans des laboratoires de recherche (élaboration de nouveaux médicaments par exemple).
Un quart des étudiants continuent leurs études soit à l’université, soit en écoles d’ingénieur où le recrutement est très sélectif.